# Trakt (architektura)

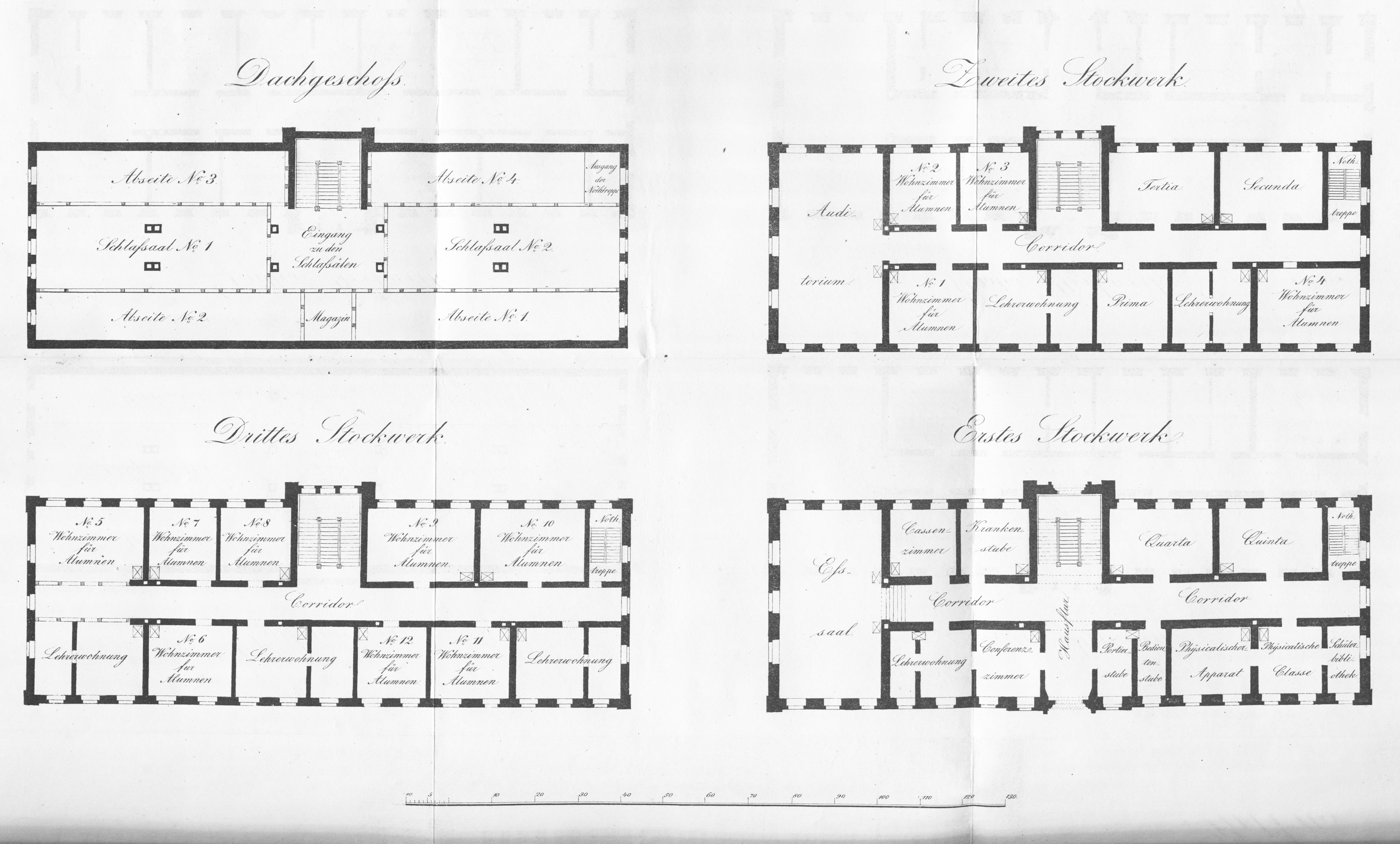
Przykład budynku 3-traktowego z korytarzem w trakcie środkowym

Trakt – przedział budynku, część budowli zawarta pomiędzy dwiema przeciwległymi pionowymi przegrodami budowlanymi (ścianami, najczęściej nośnymi) lub pomiędzy podporami z elementami przekrycia (ścianami działowymi, kolumnami lub rzędami słupów) w postaci ciągu pomieszczeń znajdujących się na jednej osi, najczęściej równoległej do osi podłużnej budynku.
W zależności od rozmieszczenia pomieszczeń we wnętrzu budowli rozróżnia się:
- trakty podłużne, w których przegrody ograniczające umiejscowione są równolegle do dłuższego boku budynku
- trakty poprzeczne, w których przegrody umiejscowiono prostopadle do dłuższego boku.

Budowle mogą być jedno- lub wielotraktowe. Ze względu na trudności związane z doświetleniem wnętrza, układy o więcej niż trzech traktach podłużnych stosuje się dość rzadko. Trakty o szerokości zdecydowanie mniejszej od pozostałych, pełniące funkcje komunikacyjne, zwane są półtraktami.
Szczególną postacią traktu jest amfilada.